# Primo! Priorité Monaco
Primo! Priorité Monaco – monakijska partia polityczna założona we wrześniu 2017 roku.
W lutym 2018 ugrupowanie z wynikiem prawie 58% poparcia wygrała wybory parlamentarne. Partią kieruje Stéphane Valeri, były minister spraw społecznych i zdrowia Monako oraz były przewodniczący Rady Narodowej.

## Wyniki w wyborach
| Rok  | Liczba głosów | % głosów | Mandaty |
| ---- | ------------- | -------- | ------- |
| 2018 | 63 806        | 57,71%   | 21/24   |